# Paul Huet

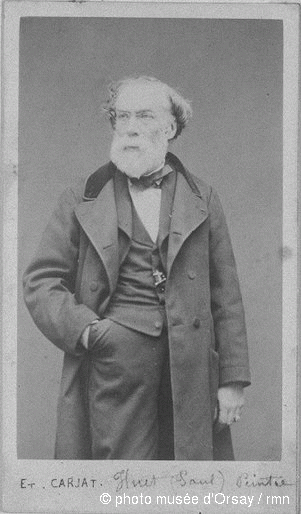
Paul Huet (1865), fotografiert von Étienne Carjat

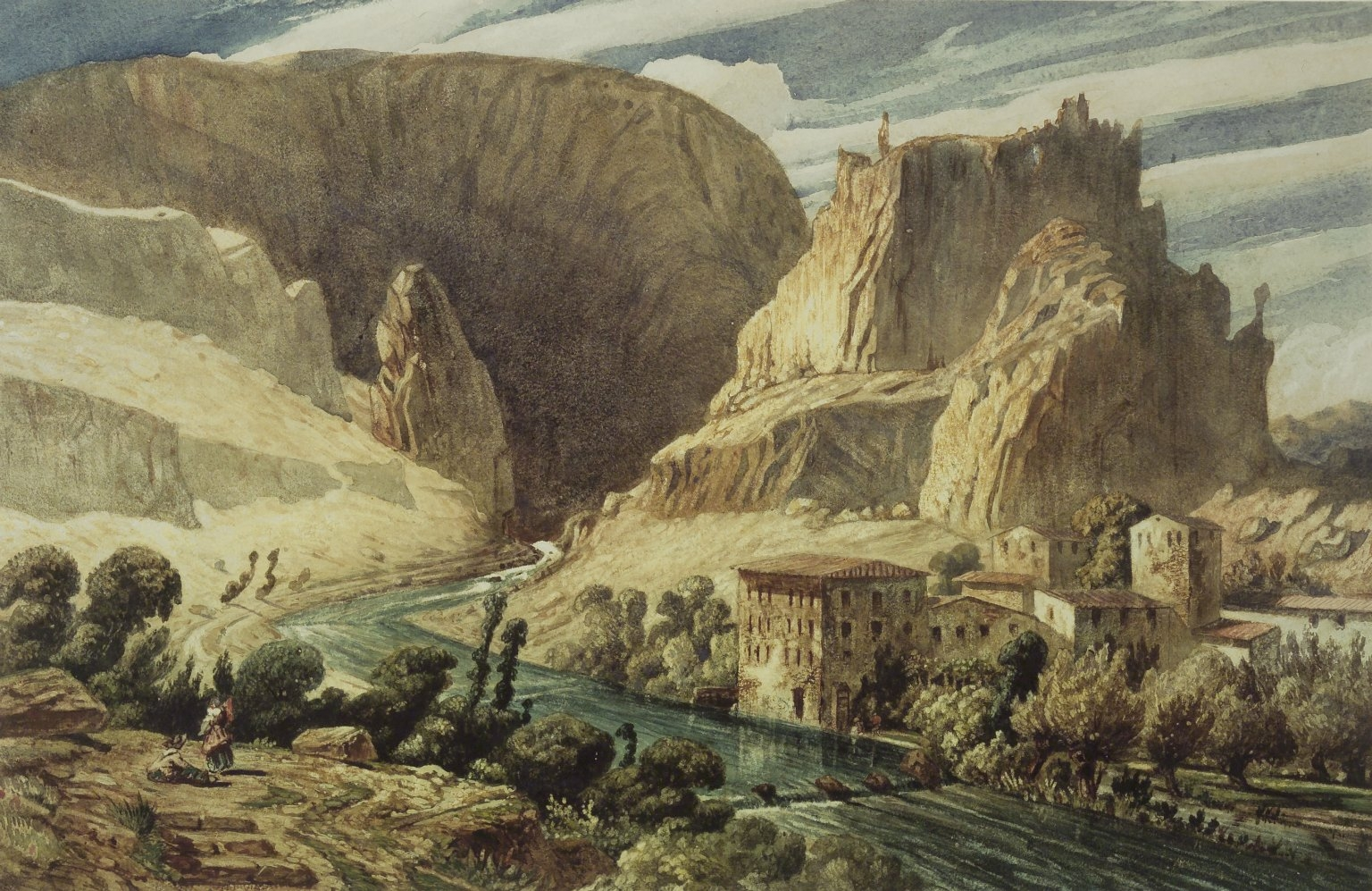
Fontaine de Vaucluse, ca. 1839

Paul Huet (* 3. Oktober 1803 in Paris; † 9. Januar 1869 ebenda) war ein französischer Maler, Zeichner und Radierer.

## Leben
Ab 1820 war er Schüler der École nationale supérieure des beaux-arts de Paris, zuerst unter Antoine-Jean Gros, dann unter Pierre Narcisse Guérin, in dessen Atelier er mit Eugène Delacroix Freundschaft schloss. Gleichzeitig bildete er sich in dem Atelier der Académie Suisse (1822). Mittels Naturstudium begründete er in Frankreich die poetische Stimmungslandschaft im Gegensatz zur klassischen Richtung, weshalb er auch seine Motive fast nur Frankreich und Holland entnahm.
Er arbeitete meist in der Umgebung von Saint-Cloud, machte aber auch Studienreisen in die Normandie, die Bretagne, und nach England, Belgien, Holland und Italien (1840).
Von seinen koloristisch überaus reizvollen Landschaften sind zu nennen:
- Ein Gewitter am Abend (1831)
- Herbstabend (1838)
- Sonnenuntergang bei Herbstnebel
- Die Überschwemmung von Saint-Cloud/Inondation de Saint-Cloud (1855, Hauptwerk)
- Große Flut bei Honfleur
- Die schwarzen Felsen (1861)
- Gestade von Houlgatt (1863)
- Abend in den Alpen (1864)
- Die Überschwemmung der Gave (1865)
- Das Wäldchen beim Haag/Bois de la Haye (1866)

Er hat auch dekorative Gemälde (Das Leben in der Normandie, in acht Bildern), Lithographien, Radierungen (Hauptblatt: Die Quellen von Royat) und Illustrationen zu Paul und Virginie und der Indischen Hütte sehr fein und stimmungsvoll ausgeführt.
Huet ist der Vater des Malers René Paul Huet (1844–1928).